# Melphidippa goesi
Melphidippa goesi är en kräftdjursart som beskrevs av Stebbing 1899. Melphidippa goesi ingår i släktet Melphidippa och familjen Melphidippidae. Inga underarter finns listade i Catalogue of Life.